# 紀元前660年
紀元前660年（きげんぜん660ねん）は、西暦（ローマ暦）による年。紀元前1世紀の共和政ローマ末期以降の古代ローマにおいては、ローマ建国紀元94年として知られていた。紀年法として西暦（キリスト紀元）がヨーロッパで広く普及した中世時代初期以降、この年は紀元前660年と表記されるのが一般的となった。

## 他の紀年法
- 干支 : 辛酉
- 日本
  - 皇紀元年
  - 神武天皇元年
- 中国
  - 周 - 恵王17年
  - 魯 - 閔公2年
  - 斉 - 桓公26年
  - 晋 - 献公17年
  - 秦 - 成公4年
  - 楚 - 成王12年
  - 宋 - 桓公22年
  - 衛 - 戴公元年
  - 陳 - 宣公33年
  - 蔡 - 穆侯15年
  - 曹 - 昭公2年
  - 鄭 - 文公13年
  - 燕 - 荘公31年
- 朝鮮
  - 檀紀1674年
- ユダヤ暦 : 3101年 - 3102年

## できごと

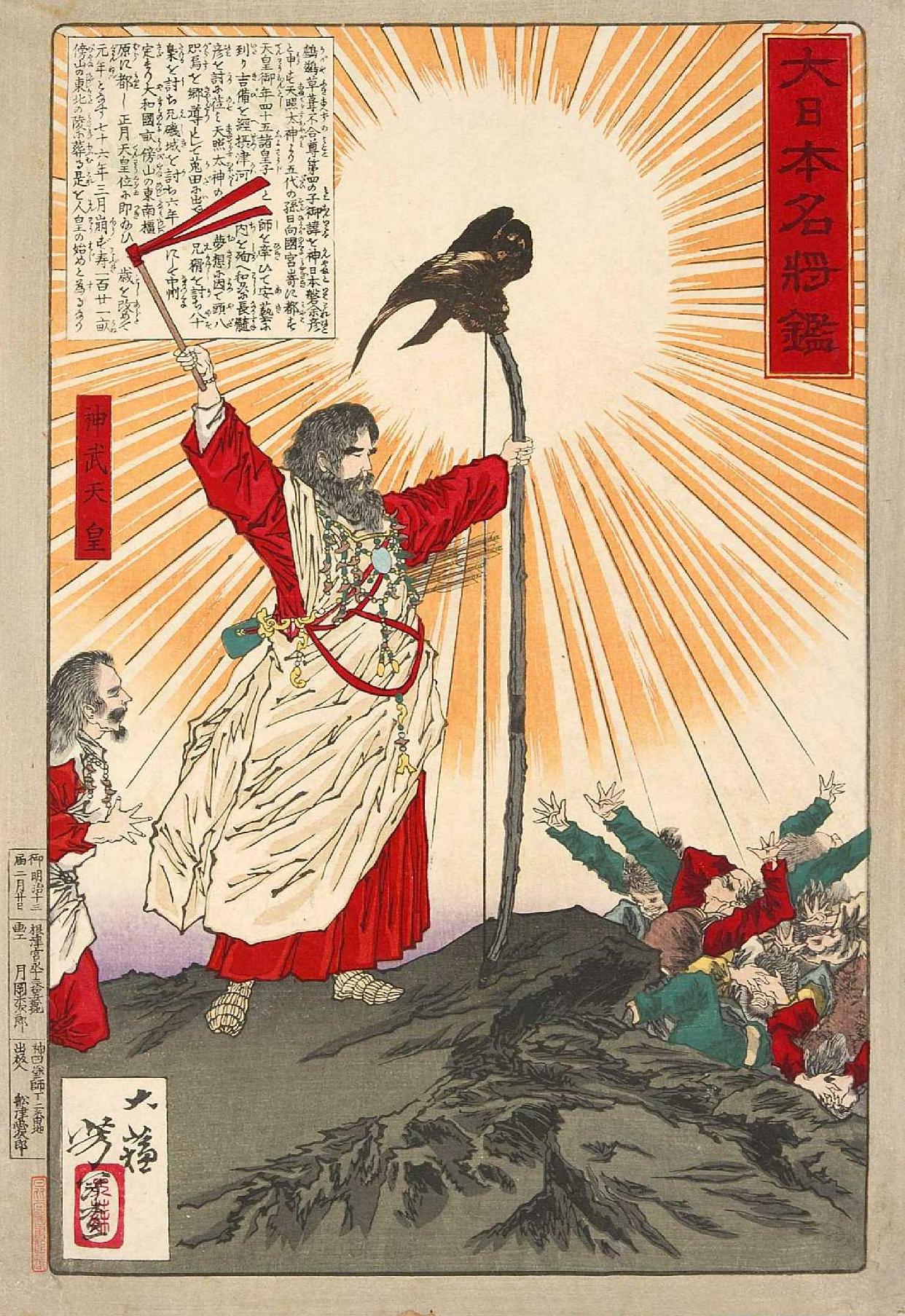
月岡芳年 『大日本名将鑑』の内「神武天皇」（1876-1882年頃の作）

- 2月11日（旧暦：神武天皇元年1月1日） - 神武天皇が即位したとされる（『日本書紀』に基づく）。詳しくは「紀元節」を参照のこと。

神武天皇即位紀元（皇紀）元年に当たる年。年の干支は辛酉で、中国の讖緯説では革命が起こる年とされている（辛酉革命説を参照）。
『日本書紀』「神武天皇元年正月朔の条」に「辛酉年春正月庚辰朔　天皇即帝位於橿原宮　是歲為天皇元年」とあり、その訓は「辛酉（かのととり）の年の春正月（はるむつき）、庚辰（かのえたつ）の朔（ついたち）。天皇（すめらみこと）、橿原宮（かしはらのみや）に於（お）いて即帝位（あまつひつぎしろしめ）す。是歳（このとし）を天皇元年（すめらみことのはじめとし）と為（な）す」。この年の春正月（立春）に一番近い庚辰日はグレゴリオ暦換算では2月11日に当たり、日本の建国記念の日の由来となっている。また、天文学的計算でもこの日は朔（さく）に当たる。
- 古代ギリシアの都市国家オリュンピア（オリンピア）で、第30回オリュンピア大祭（古代オリンピック）が開催される。
- 古代エジプトの文字の一種、デモティック（民衆文字）の使用が確認される最古の年である。
- 史上最大級の太陽嵐が発生したとの説が出されている[3]。

### 中国
本節は、特記ない限り『春秋左氏伝』閔公2年の記述にもとづく。
- 虢が犬戎を渭汭で破った。虢の舟之僑が晋に亡命した。
- 魯の慶父が閔公を殺害した。慶父は莒に、哀姜は邾に亡命した。
- 斉の高子が魯に赴いて盟を交わした。
- 狄が衛を攻撃し、熒沢で衛軍を破り、衛を滅ぼした。懿公は殺害された。斉の桓公は曹に衛の遺民を集めて戴公を擁立させた。
- 鄭の高克が陳に亡命した。
- 晋の献公が太子申生に東山皋落氏を攻めさせた。

## 死去
- 魯の閔公
- 秦の成公[4]
- 衛の懿公
- 衛の戴公